# Lova vill jag Herran, Herran
Lova vill jag Herran, Herran är en lovpsalm skriven av Gustaf Ållon 1694 skriven utifrån Psaltaren 28 och senare bearbetad av Britt G. Hallqvist 1983.
Melodin är nedtecknad i Nürnberg 1731. 1695 års psalmbok användes Samuel Ödmanns tonsättning som också användes till psalmen Detta är den stora dagen (1695 nr 174) och Hjälp mig, Jesus, troget vandra (1819 nr 203) med flera. Från 1921 års psalmbok anges melodin vara från 1731 och nedtecknad i Nürnberg och densamma som till Detta är den stora dagen (1819 och 1937 nr 112) och Du, o Gud, är livets källa (nr 535). Det är därmed oklart vilka psalmer som bytt melodi och när.

## Publicerad i
- 1695 års psalmbok som nr 45 under rubriken "Konung Davids Psalmer"  med titeln "När jagh nu min böön uthgiuter".
- 1819 års psalmbok som nr 264 under rubriken "Kristligt sinne och förhållande - I allmänhet: Förhållandet till Gud: Guds lov".
- Sionstoner 1889 som nr 512.
- 1937 års psalmbok som nr 5 under rubriken "Guds lov".
- Sionstoner 1935 som nr 55 under rubriken "Guds lov"
- Den svenska psalmboken 1986 som nr 8  under rubriken "Lovsång och tillbedjan".
- Finlandssvenska psalmboken 1986 som nr 291 under rubriken "Glädje och tacksamhet".
- Lova Herren 1988 som nr 11 under rubriken "Guds lov".